# Who See
Who See, también conocido como Who See Klapa, es un dúo de hip hop montenegrino procedente de las Bocas de Kotor. Sus miembros son Dedduh (Dejan Dedović), de Kotor, y Noyz (Mario Đorđević), de Herceg Novi. En 2012 recibieron el Premio de MTV Europa al Mejor Artista Adriático. En diciembre de 2012, Radio i Televizija Crne Gore (RTGC) anunció que el dúo representaría a Montenegro en el Festival de la Canción de Eurovisión 2013 que se celebrará en Malmö, Suecia, quedándose en las puertas de la final, con 41 puntos, en el 12º lugar.

## Discografía

### Álbumes
- Sviranje kupcu (2006)
- Krš i drača (2012)

### Singles
Del álbum Sviranje kupcu:
- "S kintom tanki" (Con poca pasta) (2007)
- "Pješke polako" (Andando despacio) (2007)
- "Put pasat" (Cruzar la carretera)(2008)

Del álbum Krš i Drača:
- "Kad se sjetim" (Cuando recuerdo) (2009)
- "Rođen srećan" (Nacido con suerte) – junto con Wikluh Sky, Rhino y Labia (2010)

Del recopilatorio de rap Balkan Zoon:
- "Koji sam ja meni kralj" (Qué tipo de rey soy para mí)